# Lissonota digestor
Lissonota digestor är en stekelart som först beskrevs av Carl Peter Thunberg 1822.  Lissonota digestor ingår i släktet Lissonota och familjen brokparasitsteklar. Arten är reproducerande i Sverige. Utöver nominatformen finns också underarten L. d. robusta.